# Diócesis de Caxias do Maranhão
La diócesis de Caxias do Maranhão (en latín: Dioecesis Caxiensis in Maragnano y en portugués: Diocese de Caxias do Maranhão) es una circunscripción eclesiástica de la Iglesia católica en Brasil. Se trata de una diócesis latina, sufragánea de la arquidiócesis de São Luís do Maranhão. Desde el 20 de diciembre de 2017 su obispo es Sebastião Lima Duarte.

## Territorio y organización
La diócesis tiene 34 449 km² y extiende su jurisdicción sobre los fieles católicos de rito latino residentes la parte oriental del estado de Maranhão.
La sede de la diócesis se encuentra en la ciudad de Caxias, en donde se halla la Catedral de Nuestra Señora de los Remedios.
En 2021 en la diócesis existían 29 parroquias. 

## Historia
La diócesis fue erigida el 22 de julio de 1939 con la bula Si qua dioecesis nimia del papa Pío XII, obteniendo el territorio de la arquidiócesis de São Luís do Maranhão.
El 20 de diciembre de 1954 cedió una parte de su territorio para la erección de la prelatura territorial de Santo Antônio de Balsas (hoy diócesis de Balsas) mediante la bula Quo modo sollemne del papa Pío XII.
El 26 de mayo de 1967, con la carta apostólica Munus amplissimum, el papa Pablo VI proclamó a la Santísima Virgen María Inmaculada, venerada con el título de Nuestra Señora de la Medalla Milagrosa, patrona principal de la diócesis.
El 22 de junio de 1968, como resultado del decreto Spirituali christifidelium de la Congregación para los Obispos, cedió los municipios de Mirador, Nova Iorque, Paraibano, Pastos Bons y Sucupira do Norte a la prelatura territorial de Santo Antônio de Balsas.

## Estadísticas
Según el Anuario Pontificio 2022 la diócesis tenía a fines de 2021 un total de 883 400 fieles bautizados.
| Año                                                                             | Población            | Población | Población      | Sacerdotes | Sacerdotes    | Sacerdotes    | Bautizados por sacerdote | Diáconos permanentes | Religiosos | Religiosos | Parroquias |
| Año                                                                             | Bautizados católicos | Total     | % de católicos | Total      | Clero secular | Clero regular | Bautizados por sacerdote | Diáconos permanentes | Varones    | Mujeres    | Parroquias |
| ------------------------------------------------------------------------------- | -------------------- | --------- | -------------- | ---------- | ------------- | ------------- | ------------------------ | -------------------- | ---------- | ---------- | ---------- |
| 1953                                                                            | ?                    | 288 564   | ?              | 11         | 11            |               | ?                        |                      |            | 7          | 12         |
| 1967                                                                            | 456 999              | 486 402   | 94.0           | 13         | 13            |               | 35 153                   |                      |            | 17         | 26         |
| 1974                                                                            | ?                    | 302 000   | ?              | 11         | 11            |               | ?                        |                      |            | 15         | 12         |
| 1990                                                                            | 640 000              | 680 000   | 94.1           | 21         | 16            | 5             | 30 476                   |                      | 5          | 28         | 18         |
| 1999                                                                            | 660 000              | 685 000   | 96.4           | 23         | 19            | 4             | 28 695                   |                      | 4          | 32         | 21         |
| 2000                                                                            | 680 000              | 710 000   | 95.8           | 27         | 23            | 4             | 25 185                   |                      | 4          | 33         | 21         |
| 2001                                                                            | 695 000              | 718 000   | 96.8           | 25         | 21            | 4             | 27 800                   |                      | 4          | 32         | 21         |
| 2002                                                                            | 700 000              | 725 000   | 96.6           | 29         | 25            | 4             | 24 137                   |                      | 5          | 43         | 21         |
| 2003                                                                            | 730 000              | 750 000   | 97.3           | 29         | 24            | 5             | 25 172                   |                      | 9          | 37         | 21         |
| 2004                                                                            | 690 000              | 720 000   | 95.8           | 24         | 21            | 3             | 28 750                   |                      | 7          | 36         | 21         |
| 2006                                                                            | 704 000              | 739 000   | 95.3           | 32         | 29            | 3             | 22 000                   |                      | 8          | 38         | 21         |
| 2013                                                                            | 805 000              | 831 000   | 96.9           | 28         | 26            | 2             | 28 750                   | 14                   | 6          | 38         | 23         |
| 2016                                                                            | 825 000              | 851 000   | 96.9           | 25         | 23            | 2             | 33 000                   | 14                   | 6          | 42         | 23         |
| 2019                                                                            | 869 620              | 897 115   | 96.9           | 28         | 26            | 2             | 31 057                   | 26                   | 2          | 35         | 28         |
| 2021                                                                            | 883 400              | 911 340   | 96.9           | 25         | 25            |               | 35 336                   | 26                   | 14         | 35         | 29         |
| Fuente: Catholic-Hierarchy, que a su vez toma los datos del Anuario Pontificio. |                      |           |                |            |               |               |                          |                      |            |            |            |

## Episcopologio
- Luís Gonzaga da Cunha Marelim, C.M. † (19 de julio de 1941-18 de febrero de 1981 retirado)
- Jorge Tobias de Freitas (15 de marzo de 1981-7 de noviembre de 1986 nombrado obispo de Nazaré)
- Luigi D'Andrea, O.F.M.Conv. † (29 de octubre de 1987-19 de marzo de 2010 retirado)
- Vilson Basso, S.C.I. (19 de marzo de 2010-19 de abril de 2017 nombrado obispo de Imperatriz)
- Sebastião Lima Duarte, desde el 20 de diciembre de 2017